# Seznam představitelů městské části Brno-Komín
Seznam představitelů městské části Brno-Komín.

## Starostové do roku 1945
Roku 1849 se za 4060 zlatých, 26 krejcarů, vykoupili komínští z poddanosti. Jsou zvoleni první radní a starosta obce.  
A v roce 1919 spolu s dalšími předměstími je Komín připojen k Velkému Brnu.
- 1907 – ?, Jan Plšek[2]

## Starostové po roce 1989
| Ve funkci                   | Jméno                 | Strana           |
| 1990 – 1994                 | Ing. Josef Doležal    | KDU-ČSL          |
| 1994 – 1998                 | Karel Hledík          | ODS              |
| 1998 – 2002                 | Karel Hledík          | ODS              |
| 2002 – 2003                 | Karel Hledík          | ODS              |
| 2003 – 8. 11. 2006          | Eva Joklová           | nezávislá        |
| 8. 11. 2006 – 28. 11. 2006  | Mgr. Jindřich Svoboda | ODS              |
| 28. 11. 2006 – 12. 11. 2010 | Karel Hledík          | ODS              |
| 12. 11. 2010 – 5. 11. 2014  | ing. Josef Dvořák     | ODS              |
| 5. 11. 2014 – 21. 11. 2018  | Mgr. Milada Blatná    | Zelená pro Komín |
| 21. 11. 2018 – 19. 10. 2022 | Mgr. Milada Blatná    | Zelená pro Komín |
| 19. 10. 2022 – úřadující    | Mgr. Milada Blatná    | Zelená pro Komín |